# Mandy Smith
Amanda Louise Smith (ur. 17 lipca 1970 w Londynie) – angielska piosenkarka pop i modelka.

## Życiorys

### Wczesne lata
Urodziła się w irlandzkiej rzymskokatolickiej rodzinie. Jej matka Patsy była rozwiedziona. Wychowywała się w Tottenham na obszarze Londynu wraz ze starszą siostrą Nicolą.
W 1983, kiedy miała 13 lat związała się z 48-letnim wówczas Billem Wymanem, basistą zespołu The Rolling Stones. Poznali się w północnym Londynie podczas zabawy w nocnym klubie z jej starszą siostrą. Przez dwa lata ich związek pozostał w ścisłej tajemnicy. Ale kiedy informacja została podana do wiadomości publicznej, stała się największym skandalem show-biznesu dekady. Jej matka zaakceptowała ten związek. W 2010, w wywiadzie dla „Daily Mail”, Smith wyznała, że rozpoczęła stosunki seksualne z Wymanem mając zaledwie 14 lat. 2 czerwca 1989, w wieku 18 lat Smith poślubiła 52-letniego wtedy Wymana. Na ich ślubie pojawili się m.in. Mick Jagger, Jerry Hall i Keith Richards. W 1991 rozwiedli się.

### Kariera
W 1987 Mandy rozpoczęła pracę z wytwórnią PWL Records i producentami Stock Aitken & Waterman, którzy byli twórcami przebojów Kylie Minogue, Bananaramy, Ricka Astleya i Sabriny.
Mandy zadebiutowała singlem „I Just Can't Wait” (1987), który był numerem 1. w Japonii. Drugi singiel „Positive Reaction” (1987) też odnosił sukcesy. Kolejne dwa single: „Boys and Girls” oraz „Victim of Pleasure” pochodziły już z 1988. W tym samym roku Mandy wydała swój debiutancki album, zatytułowany po prostu Mandy. W 1989 został wydany singiel „Don't You Want Me Baby”, który był coverem zespołu The Human League. Mandy nagrała również oryginalną wersję singla „Got to Be Certain” (1987), który został singlem piosenkarki Kylie Minogue (1988) i odnosił duże sukcesy. Ze względu na stan zdrowia Smith musiała zakończyć swoją krótką muzyczną karierę.
W 1994 wydała autobiografię zatytułowaną It's All Over Now.

### Życie prywatne
19 czerwca 1993 ponownie wyszła za mąż, za dziesięć lat starszego od niej piłkarza Millwall F.C. Pata Van Dena Hauwe'a, ale ich związek trwał tylko dwa lata, do 1997. W latach 2001–2002 była zaręczona z Ianem Mosby, modelem „Vanity Fair”, z którym ma syna Maxa Harrisona (ur. 9 maja 2001).
Przeniosła się do Manchesteru, gdzie wspólnie z siostrą otworzyła sklep odzieżowy. W 2005 decydowała się dołączyć do grupy przyjaciół, którzy udali się na pielgrzymkę do sanktuarium w Medjugorje, gdzie w odległości dziesięciu metrów pojawił się wizerunek Maryi w białym płaszczu. Od tego momentu zaczęła chodzić do kościoła i modliła się. „Teraz mam Boga jako Tego, u którego mogę szukać porady. Rozmawiam z nim codziennie i mogę powiedzieć, że jest cudowny mężczyzna w moim życiu. Nie  boję się niczego” - wyznała.

## Dyskografia

### albumy
- 1988: Mandy (ponownie wydany w 1993)

### single
- 1987: „I Just Can't Wait”
- 1987: „Positive Reaction”
- 1988: „Boys and Girls”
- 1988: „Say It's Love (Love House)” (Promo)
- 1988: „Victim of Pleasure”
- 1989: „Don't You Want Me Baby”
- 1992: „I Just Can't Wait ('92 Remixes)”
- 1995: „I Just Can't Wait ('95 Remixes)”
  - single niewydane:
- 1987: „Got to Be Certain”
- 1988: „Terry”